# Rogue One: A Star Wars Story
Rogue One: A Star Wars Story är en amerikansk science fiction-film från 2016, regisserad av Gareth Edwards och skriven av Tony Gilroy och Chris Weitz efter en idé av John Knoll och Gary Whitta. Detta blir den första Star Wars-spelfilmen utan att vara en officiell "Episod" och utspelar sig 19 år efter Mörkrets hämnd och strax innan Nytt hopp. I filmen medverkar Felicity Jones, Diego Luna, Ben Mendelsohn, Donnie Yen, Mads Mikkelsen, Alan Tudyk, Jiang Wen och Forest Whitaker.
Filmen hade Sverigepremiär den 14 december 2016 och gick upp på biograferna i USA den 16 december samma år.
Andor, en prequel-TV-serie till filmen, hade premiär den 21 september 2022 på streamingtjänsten Disney+ och består av 24 avsnitt uppdelade på två säsonger.

## Handling
En grupp från Rebellalliansen tar på sig uppdraget att stjäla ritningarna till Dödsstjärnan från Rymdimperiet.

## Rollista
- Felicity Jones –  Jyn Erso[8]
  - Beau Gadsdon – Jyn Erso som ung
- Diego Luna – Cassian Andor[8]
- Ben Mendelsohn – Orson Krennic[8]
- Donnie Yen – Chirrut Îmwe[8]
- Mads Mikkelsen – Galen Erso
- Alan Tudyk – K-2S0[8]
- Riz Ahmed – Bodhi Rook[8]
- Jiang Wen – Baze Malbus[8]
- Forest Whitaker – Saw Gerrera[8]
- Genevieve O'Reilly – Mon Mothma[8]
- Jimmy Smits – Senator Bail Organa[8]
- Guy Henry – Grand Moff Tarkin (Peter Cushings utseende återskapad med cgi)
- Stephen Stanton – Admiral Raddus
- Alistair Petrie – General Draven
- Ian McElhinney – General Dodonna
- Fares Fares – Senator Vasp Vaspar[8]
- Sharon Duncan-Brewster – Senator Tynnra Pamlo
- Jonathan Aris – Senator Nower Jebel
- James Earl Jones – Darth Vaders röst[8]
- Spencer Wilding/Daniel Naprous – Darth Vader (fysiskt)
- Valene Kane – Lyra Erso
- Daniel Mays – Tivik
- Ben Daniels – General Merrick
- Paul Kasey – Admiral Raddus
- Ingvild Deila – Prinsessan Leia (Carrie Fishers utseende återskapad med cgi)
- Anthony Daniels – C-3PO
- Nick Kellington – Bistan[8]
- Warwick Davis – Weeteef Cyubee
- Angus MacInnes – Gold Leader
- Drewe Henley – Red Leader
- Michael Smiley – Dr. Evazan

## Inspelning
Filmen började spelas in i augusti 2015 på Pinewood Studios i Buckinghamshire. Den spelades in med Ultra Panavision 70-objektiv tillsammans digitala 6K-kameror från Arri. Förutom att spelas in i en studio så bestod filmens inspelningsplatser av bergen Hjörleifshöfði och Hafursey på Island, Pymmes Park och tunnelbanan i London, ön Gan i Maldiverna, och städerna Wadi Rum och Masada i Jordanien respektive Israel.

### Fotnoter
1. ↑  Mike Fleming Jr (3 april 2017). ”No. 3 ‘Rogue One’ Box Office Profits – 2016 Most Valuable Movie Blockbuster Tournament” (på amerikansk engelska). Deadline. https://deadline.com/2017/04/rogue-one-box-office-profit-2016-1202054697/. Läst 1 juni 2025.
2. ↑  ”Rogue One: A Star Wars Story (2016) - Financial Information”. The Numbers. https://www.the-numbers.com/movie/Rogue-One-A-Star-Wars-Story#tab=summary. Läst 1 juni 2025.
3. ↑  ”Rogue One: A Star Wars Story”. Box Office Mojo. https://www.boxofficemojo.com/title/tt3748528/. Läst 1 juni 2025.
4. ↑  Jens Peterson (13 december 2016). ”Rogue One: A Star Wars Story” (på svenska). Aftonbladet. https://www.aftonbladet.se/nojesbladet/film/a/QzB9R/recension-rogue-one-a-star-wars-story. Läst 1 januari 2022.
5. ↑  ”Rogue One: A Star Wars Story (2016) - SFdb”. https://www.svenskfilmdatabas.se/sv/item/?type=film&itemid=88285. Läst 1 juni 2025.
6. ↑  ”Star Wars-serien "Andor" skjuts upp en månad - tre avsnitt vid premiär”. MovieZine. 1 augusti 2022. https://www.moviezine.se/nyheter/star-wars-serien-andor-skjuts-upp-en-manad-tre-avsnitt-vid-premiar. Läst 1 juni 2025.
7. ↑  ”Ny trailer till "Andor" säsong 2 – rebellernas sista strid närmar sig”. MovieZine. 24 mars 2025. https://www.moviezine.se/nyheter/ny-trailer-till-andor-sasong-2-rebellernas-sista-strid-narmar-sig. Läst 1 juni 2025.
8. 1 2 3 4 5 6 7 8 9 10 11 12 13  ”Allt vi vet om ”Rogue one: A star wars story” – starwars7”. starwars.aftonbladet.se. https://starwars.aftonbladet.se/chapter/allt-vi-vet-om-rogue-one-a-star-wars-story/. Läst 1 juni 2025.
9. ↑  Janine Yaqoob (8 augusti 2015). ”Star Wars Force Awakens as Storm Troopers seen chilling” (på engelska). Daily Mirror. http://www.mirror.co.uk/tv/tv-news/star-wars-force-awakens-storm-6218981. Läst 1 juni 2025.
10. ↑  Brian Gallagher (17 augusti 2015). ”Star Wars Rogue One: Is Diego Luna Playing Biggs Darklighter?” (på engelska). MovieWeb. https://movieweb.com/star-wars-rogue-one-diego-luna-biggs-darklighter/. Läst 1 juni 2025.
11. ↑  Neil Miller (16 december 2016). ”The Amazing Camera Technology Behind The Look of Rogue One” (på amerikansk engelska). Film School Rejects. https://filmschoolrejects.com/rogue-one-camera-technology-2ffe8e3df872/. Läst 1 juni 2025.
12. ↑  ”The ASC -- American Cinematographer: Interview with Kathleen Kennedy”. www.theasc.com. Arkiverad från originalet den 16 juni 2016. https://web.archive.org/web/20160616181537/http://www.theasc.com/ac_magazine/February2016/KathleenKennedy/page1.php. Läst 1 juni 2025.
13. ↑  Peter Sciretta (25 januari 2016). ”'Star Wars: Rogue One': Everything We Know (So Far)” (på amerikansk engelska). SlashFilm. https://www.slashfilm.com/542207/star-wars-rogue-one-movie/. Läst 1 juni 2025.
14. ↑  Gani, Aisha (7 april 2016). ”Star Wars: Rogue One clip apparently filmed at London tube station” (på brittisk engelska). The Guardian. ISSN 0261-3077. https://www.theguardian.com/film/2016/apr/07/star-wars-rogue-one-london-jubilee-line-tube-station. Läst 1 juni 2025.
15. ↑  ”Rogue One: A Star Wars Story – everything you need to know” (på engelska). Empire. 22 februari 2016. https://www.empireonline.com/movies/features/rogue-one-star-wars-story-briefing/. Läst 1 juni 2025.
16. ↑  Riley Keefe (5 januari 2020). ”Star Wars: 10 Best Filming Locations You Can Visit Today” (på engelska). ScreenRant. https://screenrant.com/star-wars-best-filming-locations-visit/. Läst 1 juni 2025.